# Pertusaria paratropa
Pertusaria paratropa är en lavart som beskrevs av Müll. Arg. Pertusaria paratropa ingår i släktet Pertusaria och familjen Pertusariaceae.   Inga underarter finns listade i Catalogue of Life.